# 汉山街道
汉山街道，是中华人民共和国陕西省汉中市南郑区下辖的一个街道办事处。
2011年，由城关镇改为汉山镇，仍以城关镇政府驻地——周家坪为镇政府驻地。2015年，陕西省民政厅批复同意撤销汉山镇，设立汉山街道办事处。
名稱源自古代𡷛山。

## 行政区划
汉山街道下辖以下地区：
东城社区、西城社区、周家坪村、马家坪村、王家山村、何家塆村、保卫村、元角村、白家湾村、赵家湾村、岳树岭村、李家山村、高庄村、团山村、小汉山村、杨家坝村、夏家庵村、权家湾村、白马寺村、陶家湾村、邹家湾村、潘营村、张坝村、石门村、汉坪村、国庆村、红桥村、五丰村、草堰村和齐力村。